# Янссен, Камиль
Камиль Янссен (фр. Camille Janssen; 5 декабря 1837, Льеж — 18 апреля 1926, Брюссель) — бельгийский государственный и дипломатический деятель, колониальный чиновник, первый генерал-губернатор Свободного государства Конго (1887—1888 и 1889—1892), юрист.

## Биография
Изучал право и политологию в университете Льежа. Работал заместителем прокурора в Хасселте. Позже, на дипломатической службе. Был консулом в Османской империи (1872), Болгарии (1879) и Канаде (1882).
При короле Бельгии Леопольде II, который почти всех высших и средних чиновников администрации подбирал лично и управлял колонией как своей частной собственностью, учитывая безупречную репутацию Янссена, в 1887 году был назначен на пост генерал-губернатора Свободного государства Конго .
В течение двух сроков служил генерал-губернатором Свободного государства Конго (1887—1888 и 1889—1892). Участвовал в исследовании реки Шилуанго и её притоков. В июле 1889 года занимался инспектированием Верхнее Конго по трассе Матади — Леопольдвиль, поднимался вверх по реке Конго до Маканзы, затем продолжил путь к водопаду Стэнли (водопад Бойома). В декабре 1889 года исследовал р. Касаи .
Ушёл с поста 1 июля 1892 года. Позже, после своей отставки, Янссен основал и руководил Международным колониальным институтом (франц. Institut Colonial International , ICI).